# Dajr Hafir (Al-Hasaka)
Dajr Hafir – wieś w Syrii, w muhafazie Al-Hasaka. W 2004 roku liczyła 252 mieszkańców.